# سکالنا گلاوا
سکالنا گلاوا (به بلغاری: Skalna glava) یک منطقهٔ مسکونی در بلغارستان است که در شهرستان کاردژالی واقع شده‌است.